# معلومات سرية في الولايات المتحدة

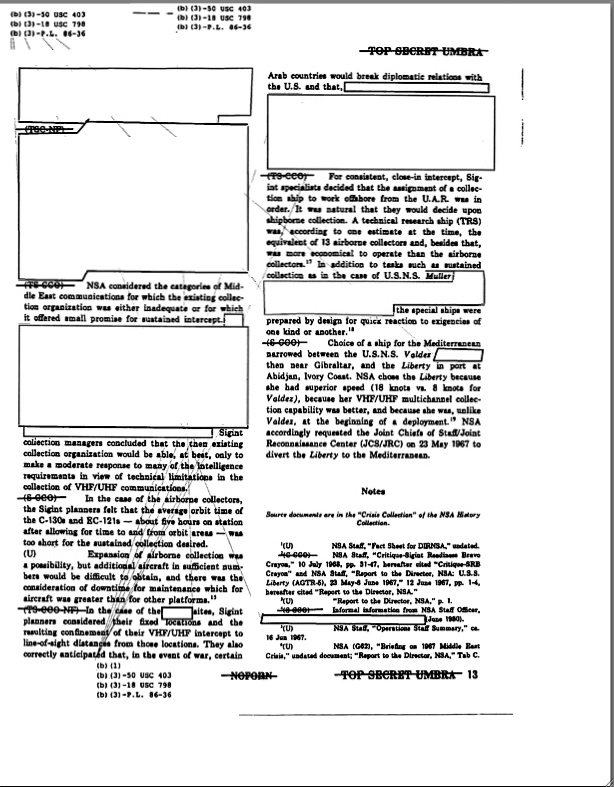

أُنشئ نظام تصنيف حكومة الولايات المتحدة بموجب الأمر التنفيذي 13526، وهو الأحدث في سلسلة طويلة من الأوامر التنفيذية . أصدر الرئيس باراك أوباما الأمر التنفيذي عام 2009، وحل الأمر التنفيذي 13526 محل الأوامر التنفيذية السابقة بشأن هذا الموضوع وعدّل اللوائح المدونة إلى 32 2001« قانون اللوائح الفيدرالية». يحدد نظام تصنيف المعلومات السرية للأمن القومي الناتجة عن حكومة الولايات المتحدة وموظفيها والمتعهدين، وأيضًا المعلومات الواردة من الحكومات الأخرى.
تُعرف الدرجة المطلوبة من السرية حول هذه المعلومات بحساسيتها. تُحتسب الحساسية على أساس الأضرار التي تلحق بالأمن القومي عند تسرب هذه المعلومات. تمتلك الولايات المتحدة ثلاثة مستويات من التصنيف: الخصوصي والسري والسري للغاية. يشير كل مستوى من التصنيف إلى درجة متزايدة من الحساسية. وبالتالي، إذا كان الشخص يحمل تصريح أمان سري للغاية، فيُسمح له بمعالجة المعلومات السرية للغاية، بما في ذلك المعلومات السرية والخصوصية. إذا كان الشخص يحمل تصريحًا سريًا، فلا يجوز له معالجة المعلومات السرية للغاية، ولكن في مقدرته التعامل مع المعلومات السرية والخصوصية. لا تمتلك الولايات المتحدة نفس نمط قانون الأسرار الرسمية البريطانية. بدلًا من ذلك، تحمي العديد من القوانين المعلومات السرية، بما في ذلك قانون التجسس لعام 1917، وقانون الطاقة الذرية لعام 1954، وقانون حماية هويات المخابرات لعام 1982. وأشار تقرير عام 2013 إلى الكونغرس إلى أن القوانين المهمة ذات الصلة بالموضوع قد استُخدمت في الغالب لمحاكمة العملاء الأجانب، أو أولئك الذين يمررون معلومات سرية إليهم، ونادرًا ما يُقاضى الأشخاص الذين سربوا المعلومات إلى الصحافة. وكثيرًا ما سربت الفروع التشريعية والتنفيذية للحكومة، بما في ذلك رؤساء الولايات المتحدة، معلومات سرية للصحفيين. قاوم الكونغرس مرارًا هذه الآفة أو فشل في إصدار قانون يحظر عمومًا الكشف عن المعلومات السرية. يجرم قانون التجسس تسريب معلومات الدفاع الوطني فقط، وبإمكان هيئة المحلفين حصرًا تقرير ما إذا كانت وثيقة معينة تفي بهذا المعيار، وقال القضاة مرارًا وتكرارًا إن «تصنيفهم» لا يجعل المعلومات مرتبطة بالضرورة بـ«الدفاع الوطني». علاوة على ذلك، بموجب القانون، لا يجوز تصنيف المعلومات لمجرد أنها ستكون محرجة، أو لتغطية نشاط غير قانوني، بل يمكن تصنيف المعلومات فقط لحماية أهداف الأمن القومي. أصدرت الولايات المتحدة على مدار العقود الماضية في ظل إدارتي أوباما وكلينتون معلومات سرية للحكومات الأجنبية من أجل حسن النية الدبلوماسية، والمعروفة باسم دبلوماسية إزالة السرية. تشمل الأمثلة إعطاء معلومات عن أوغستو بينوشيه إلى حكومة شيلي. في أكتوبر 2015، زود وزير الخارجية الأمريكي جون كيري ميشيل باشيليت رئيسَ تشيلي بقلم رصاص يحتوي على مئات الوثائق التي رُفعت عنها السرية حديثًا.

## المصطلحات
في الولايات المتحدة، تسمى المعلومات «مصنفة» إذا خُصصت لتكون إحدى المستويات الثلاثة: الخصوصية أو السرية أو السرية للغاية. تسمى المعلومات التي لم تُميز، «معلومات غير مصنفة». يُستخدم مصطلح «لم ترفع عنها السرية» للمعلومات التي لم تعد مصنفة، ويشير «خفض التصنيف» إلى المعلومات التي عُينت بمستوى تصنيف أقل ولكنها ما تزال مصنفة. يُخفض تصنيف العديد من المستندات تلقائيًا ثم تُرفع السرية عنها بعد عدد من السنوات. تستخدم حكومة الولايات المتحدة الأمريكية المصطلحات «حساسة لكن غير مصنفة»، «معلومات الأمان الحساسة»، «معلومات البرنامج الخطير»، «للاستخدام الرسمي فقط»، أو «إنفاذ القانون الحساسة»، للإشارة إلى المعلومات غير السرية أو السرية أو السرية للغاية، ولكن نشرها ما يزال مقيدًا. يمكن أن تشمل أسباب هذه القيود ضوابط التصدير، وأنظمة الخصوصية، وأوامر المحكمة، والتحقيقات الجنائية المستمرة، فضلًا عن الأمن القومي. يشار أحيانًا إلى المعلومات التي لم تُصنف مطلقًا بأنها «مفتوحة المصدر» من قبل أولئك الذين يعملون في أنشطة سرية. يشير مصطلح «السلامة العامة الحساسة» إلى المعلومات التي تشبه «حساسية تطبيق القانون» ولكن يمكن مشاركتها بين مختلف تخصصات السلامة العامة («تطبيق القانون» و«خدمات الطوارئ» و«خدمات الطوارئ الطبية»). يدعي بيتر لويس جاليسون، وهو مؤرخ ومدير في قسم تاريخ العلوم في ، أن الحكومة الأمريكية تنتج معلومات سرية أكثر من المعلومات غير المصنفة.

## مستويات التصنيف المستخدمة من قبل الحكومة الأمريكية
تصنف حكومة الولايات المتحدة الأمريكية المعلومات وفقًا للدرجة التي سيضر بها الكشف غير المصرح به عن هذه المعلومات الأمنَ القومي. إن امتلاك تصريح سري للغاية لا يسمح لأحد بالإطلاع على جميع الوثائق السرية للغاية. يجب أن يمتلك مستخدم المعلومات التصريح اللازم لدرجة لحساسية المعلومات، بالإضافة إلى الحاجة المشروعة للحصول على المعلومات. على سبيل المثال، يُطلب من جميع الطيارين العسكريين الأمريكيين الحصول على تصريح سري على الأقل، لكن لا يمكنهم الإطلاع على المستندات المتعلقة مباشرة بأوامرهم. قد تحتوي المعلومات السرية على عناصر تحكم وصول إضافية يمكن أن تمنع شخصًا لديه تصريح سري للغاية من رؤيته.
نظرًا لأن جميع الدوائر الفيدرالية جزء من الفرع التنفيذي، يخضع نظام التصنيف للأمر التنفيذي لا للقانون. يصدر كل رئيس عادة أمرًا تنفيذيًا جديدًا، إما تشديد التصنيف أو تخفيفه. لقد أحدثت إدارة كلينتون تغييرًا كبيرًا في نظام التصنيف من خلال إصدار أمر تنفيذي يتطلب للمرة الأولى إلغاء جميع الوثائق المصنفة بعد 25 عامًا ما لم تُراجع من قبل الوكالة التي أنشأت المعلومات وقررت أن تتطلب التصنيف المستمر.

### البيانات المحظورة/ البيانات المحظورة سابقًا
البيانات المقيدة والبيانات المقيدة سابقًا هي علامات تصنيف تتعلق بالمعلومات النووية. هذان هما التصنيفان الوحيدان اللذان وضعهما القانون الفيدرالي، والذي يحدده قانون الطاقة الذرية لعام 1954. لا يُرفع التصنيف عن المعلومات النووية تلقائيًا بعد 25 عامًا. تُميز الوثائق ذات المعلومات النووية المشمولة بموجب قانون الطاقة الذرية بمستوى تصنيف (خصوصي أو سري أو سري للغاية) وعلامة بيانات مقيدة أو علامة بيانات مقيدة سابقًا. قد تظهر المعلومات النووية كما هو محدد في القانون، عن غير قصد، في مستندات غير سرية ويجب إعادة تصنيفها عند اكتشافها. حتى الوثائق التي أنشأها أفراد سريون ضُبطت لاحتواء معلومات نووية وصُنفت على هذا الأساس. وزارة الطاقة هي الوحيدة التي يمكنها رفع السرية عن المعلومات النووية.

### رمز كلمة التصنيفات
يُعد أعلى مستوى في التصنيف «سري للغاية». ومع ذلك، تُقسم بعض المعلومات عن طريق إضافة كلمة رمزية حتى يتمكن فقط أولئك الذين مُنحوا التصاريح لقراءة الكلمات الرمزية. تُعرف هذه المعلومات أيضًا باسم «المعلومات المقسّمة الحساسة». لا يمكن عرض المستند الذي توضع عليه علامة سري «كلمة رمزية مشفرة» إلا من قبل شخص يملك تصريحًا سريًا أو سريًا للغاية وتلك الكلمة الرمزية المشفرة. تتعامل كل كلمة رمزية مع نوع مختلف من المعلومات. تدير وكالة المخابرات المركزية تصاريح الكلمات الرمزية.

### سري للغاية
أعلى تصنيف الأمان. «يُطبق تصنيف «سري للغاية» على المعلومات التي من المتوقع أن يسبب الكشف غير المصرح به عنها «أضرارًا جسيمة للغاية» للأمن القومي يمكن لسلطة التصنيف الأصلية تحديدها أو وصفها». ويُعتقد أن 1.4 مليون أمريكي لديهم تصاريح سرية للغاية.

### سري
هذا هو ثاني أعلى تصنيف. تُصنف المعلومات السرية عندما يؤدي الكشف غير المصرح به عنها إلى «أضرار جسيمة» للأمن القومي. يُحتفظ بمعظم المعلومات المصنفة بحساسية سرية.

### خصوصي
هذا هو أدنى مستوى تصنيف للمعلومات التي حصلت عليها الحكومة. تُعرف على أنها معلومات من شأنها أن «تلحق الضرر» بالأمن القومي إذا كُشف عنها علنًا، مرة أخرى، دون الحصول على إذن مناسب.